# Aurèle Robert

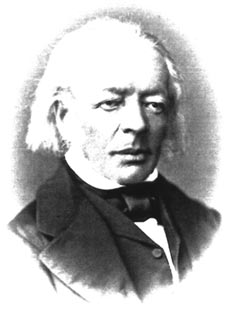
Aurèle Robert

Aurèle Robert (* 18. Dezember 1805 in Les Eplatures; † 21. Dezember 1871 im Ried ob Biel) war ein Schweizer Maler.

## Leben

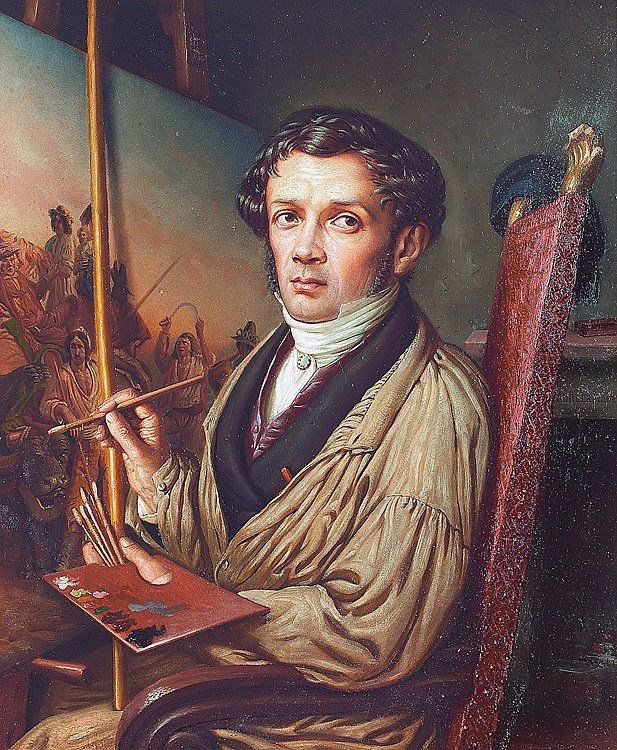
Portrait seines Bruders Léopold

Aurèle Robert war der Sohn von Abram Robert (1769–1810) und der jüngere Bruder von Louis-Léopold (1794–1835). Der Vater von Paul Robert (1851–1923) und der Grossvater von Théophile (1879–1954), Philippe (1881–1930) und Paul-André (1901–1977), die ebenfalls Maler waren.
Von 1817 bis 1819 absolvierte Robert eine Lehre als Uhrgehäuse-Graveur. 1822 zog er nach Rom und arbeitet dort unter Anleitung seines Bruders Léopold. 1832 folgte er ihm nach Venedig, wo er bis zu dessen Selbstmord 1835 blieb und danach in die Schweiz zurückkehrte. Es folgten Aufenthalte in Paris und Venedig. 1849 heiratete er Julie Schneider. 1853 kaufte die Familie das Landgut «Unteres Ried» ob Biel/Bienne.
Im Neuen Museum Biel (bis 2011 Museum Neuhaus) sind Bilder der 3000 Werke umfassenden Sammlung der Stiftung Robert ausgestellt.

## Werke

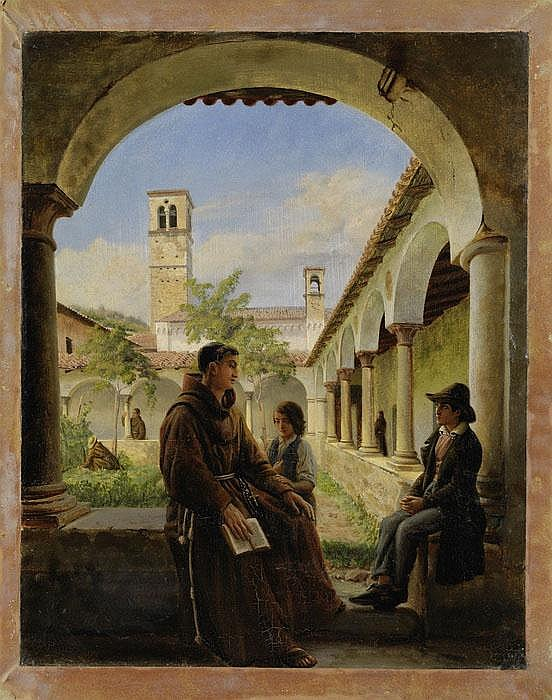
Kloster in Lugano

- 1834/1835: Portrait de vieillard, Öl auf Leinwand
- 1837: Portrait d’homme, Bleistift auf Papier
- 1840: Atrium de la cathédrale de Lugano, Öl auf Leinwand
- 1852: Intérieur de la sacristie du couvent de Notre-Dame des Anges à Lugano, Ölgemälde auf Leinwand
- um 1860: Porträt des Malers Léopold Robert in seinem Atelier, Öl auf Malkarton